# Renato Pastori
Renato Pastori (Roma, 21 febbraio 1918 – ...) è stato un calciatore italiano, di ruolo difensore.

## Carriera
In gioventù militò nell'Alba Roma, nel Brindisi e nel Lecce. Nella stagione 1942-1943 veste la maglia del Padova in Serie B per 6 volte.
Disputò, militando nella Roma, il Campionato romano di guerra del 1943-1944 e del 1944-1945, quest'ultimo vinto dai giallorossi capitolini.
Disputa 8 gare con il Bologna nel Campionato Alta Italia 1945-1946, mentre dal 1947 al 1949 gioca in Serie A con Salernitana e Pro Patria, per un totale di 54 presenze ed un gol.
Nella stagione 1950-1951 milita nell'Empoli.

## Palmarès

### Club

#### Competizioni nazionali
- Coppa Alta Italia: 1

Bologna: 1946
- Campionato italiano di Serie B: 1

Salernitana:  1946-1947